# Leopold Löffler

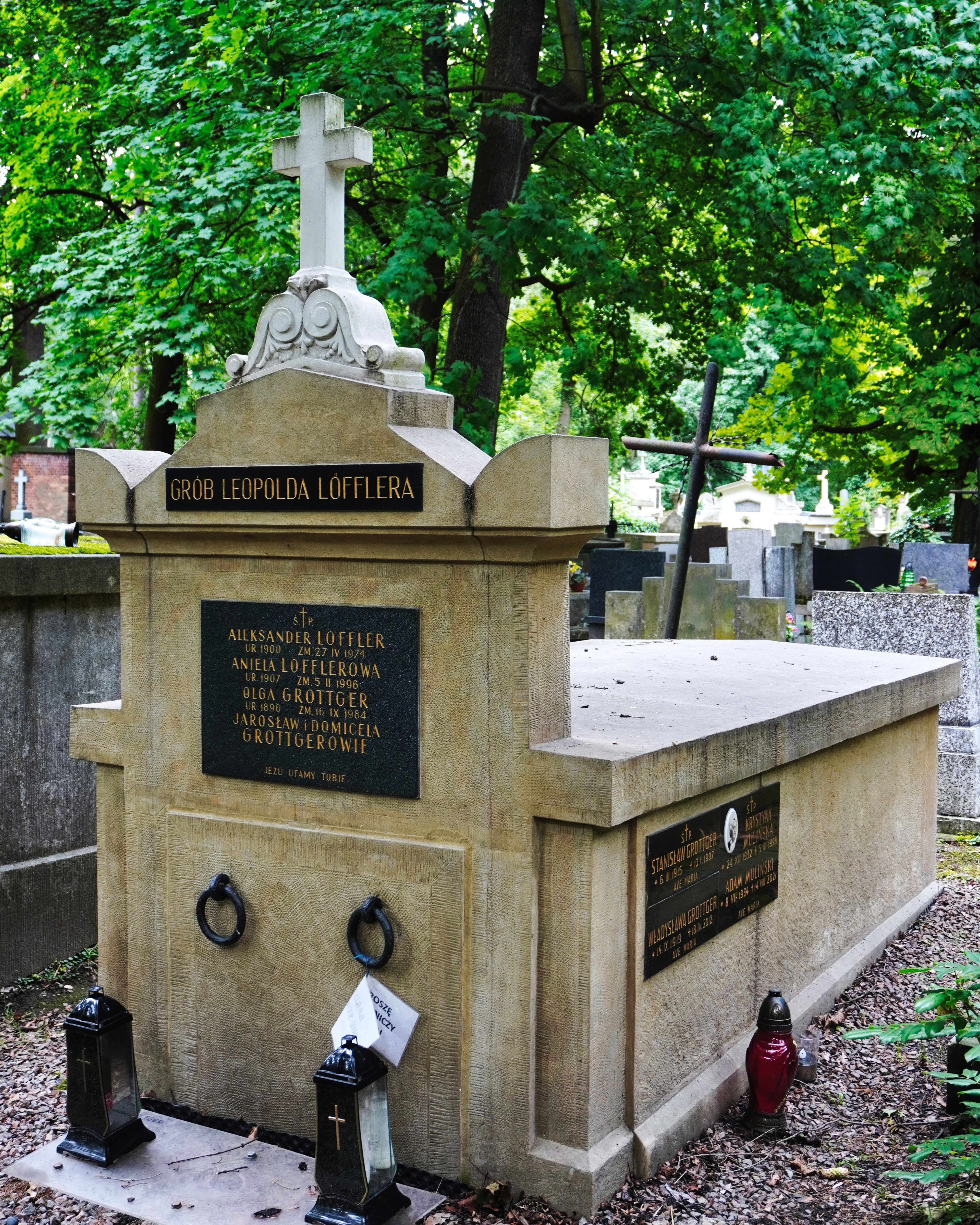
Grób Leopolda Löfflera na Cmentarzu Rakowickim w Krakowie

Leopold Löffler (Loeffler, ur. 27 października 1827 w Rzeszowie, zm. 6 lutego 1898 w Krakowie) – polski malarz, profesor Szkoły Sztuk Pięknych w Krakowie.

## Życiorys
Był synem Jana i Domicelli z Dąbrowskich. Jego ojciec był urzędnikiem: w 1827 – I komisarzem cyrkułu w Rzeszowie, a w 1845 – sekretarzem gubernialnym we Lwowie. Leopold lata szkolne spędził w Radymnie, gdzie od 1832 mieszkał jego stryj Filip, miejscowy poczmistrz. Później rozpoczął studia na Wydziale Filozoficznym Uniwersytetu Lwowskiego. Wkrótce jednak przerwał tam studia i w 1845 wyjechał do Wiednia, gdzie studiował w Akademii Sztuk Pięknych, a następnie doskonalił swe umiejętności w pracowni Ferdinanda Georga Waldmüllera. W czasie studiów przyjaźnił się z Arturem Grottgerem, Juliuszem Kossakiem, Wilhelmem Leopolskim, Florianem Lundą, Felicjanem Łobeskim oraz Franciszkiem Tepą. W 1856 wyjechał na dalsze studia do Monachium. W 1863 krótko przebywał w Krakowie, po czym udał się na studia do Paryża. Cztery lata później powrócił do Wiednia. Pracował tam, udzielając także lekcji rysunku i malarstwa. Wśród jego klientów, oprócz cesarza Franciszka Józefa, prasa galicyjska wymieniała również księcia Pawła Esterházyego, księcia Ausperg i innych. Tamże został mianowany członkiem Akademii Sztuk Pięknych. W 1877, zaproszony przez Jana Matejkę, powrócił do Krakowa. 11 września tegoż roku został mianowany profesorem Szkoły Sztuk Pięknych w Krakowie. Funkcję tę pełnił przez 20 lat. Prowadził kurs malarstwa z natury i aktu akademickiego. Jego uczniami byli m.in.: Stanisław Ignacy Fabijański, Zdzisław Jasiński, Leon Kowalski, Artur Markowicz, Sylweriusz Saski, Włodzimierz Tetmajer, Marian Trzebiński, Wojciech Weiss, Wincenty Wodzinowski oraz Stanisław Wyspiański. 21 maja 1897 przeszedł na emeryturę. Był kawalerem i po śmierci został pochowany na cmentarzu Rakowickim w Krakowie, w kwaterze VIII.

## Twórczość
Loeffler uprawiał malarstwo rodzajowe i historyczne. Mimo wielokrotnego pobytu za granicą sięgał w swych obrazach do tematów z przeszłości Polski. Jego obrazy były bardzo popularne w drugiej połowie XIX wieku, wielokrotnie reprodukowane w czasopismach, kilkakrotnie zaś – jako odbitki litograficzne – były rozdawane członkom krakowskiego Towarzystwa Przyjaciół Sztuk Pięknych i warszawskiego Towarzystwa Zachęty Sztuk Pięknych.
Do bardziej znanych jego dzieł należą: „Cesarz Rudolf I w bitwie na Morawskim Polu” (wykonany na zamówienie arcyksięcia Rudolfa), „Walka Greków o niepodległość” oraz „Śmierć Czarnieckiego”. Do innych obrazów o tematyce historycznej należy zaliczyć: „Powrót rycerza z wyprawy wiedeńskiej 1683”, „Powrót z jasyru” (drugi egzemplarz tego dzieła wykonał dla cesarza Franciszka Józefa), „Po napadzie Tatarów”, „Ślub tajemny z XVII w.” oraz „Powrót syna marnotrawnego”. Inne sceny rodzajowe – to: „Lekcja”, „Dwaj kwestarze”, „Przerwane zaręczyny”, „Imieniny babuni”, „Stary kawaler”, „Zapomniana oracja”, „Dziewczynka karmiąca kanarka”, a także sceny z życia ludu polskiego: „Zrękowiny”, „Przekupka z Radymna”. Spod jego pędzla wyszły również portrety, np. własne, Marii Sawiczewskiej – siostry Artura Grottgera, Franciszka Smolki, Andrzeja Grabowskiego, Józefa Jaroszyńskiego i innych. Namalował również dwa portrety historyczne: Kazimierza Wielkiego i Władysława Jagiełły.
Tworzył na ogół obrazy olejne, rzadziej akwarele (np.: „Para kochanków u wróżki”, „Nieproszeni goście”). Niejednokrotnie sygnował swe obrazy „Loeffler – Radymno” (np.: „Dzieci w ogrodzie”), „L.L. – Radymno” lub „L.L. z Radymna” dla podkreślenia swego polskiego pochodzenia. Wystawiał swe prace w Krakowie, Warszawie, Lwowie, Poznaniu, a także za granicą, przede wszystkim w Austrii, Niemczech i Francji (w tym na Wystawie Światowej w 1867 w Paryżu).

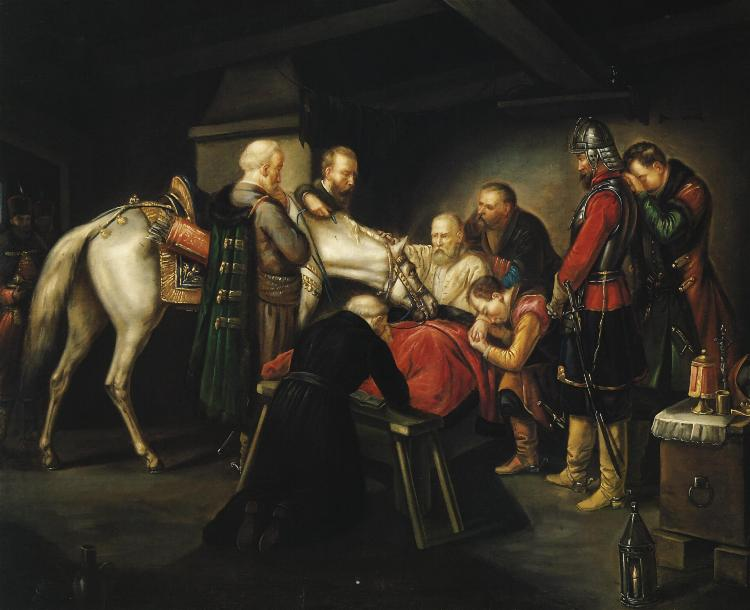
„Śmierć Czarnieckiego”
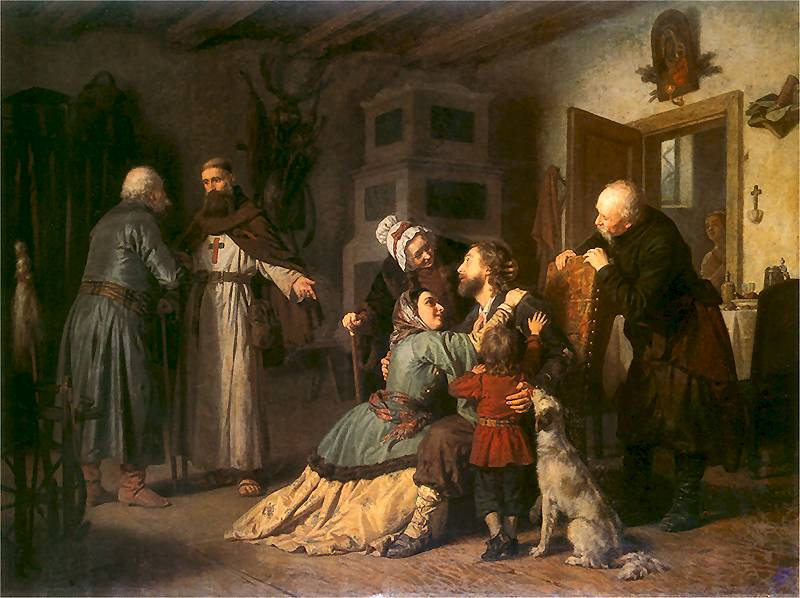
„Powrót z jasyru”
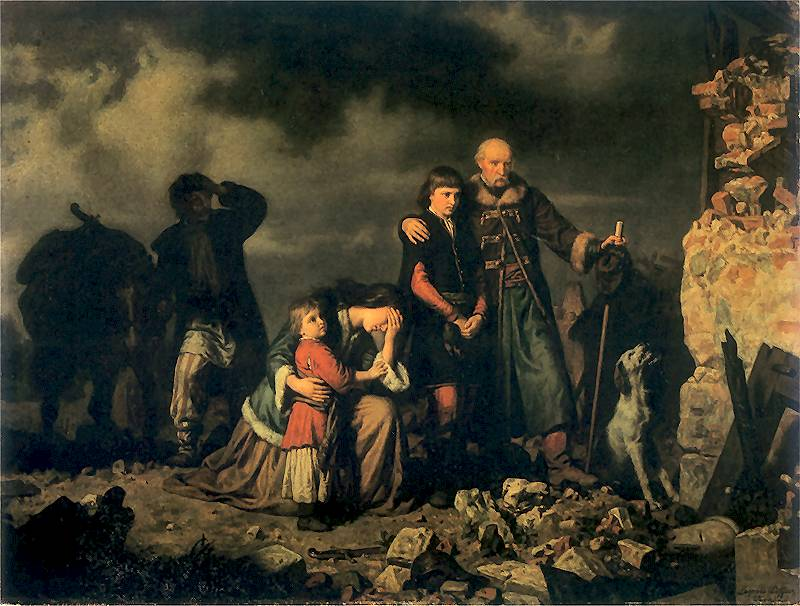
„Po napadzie Tatarów”
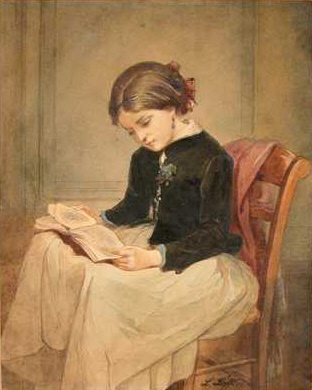
„Dziewczynka z książką”
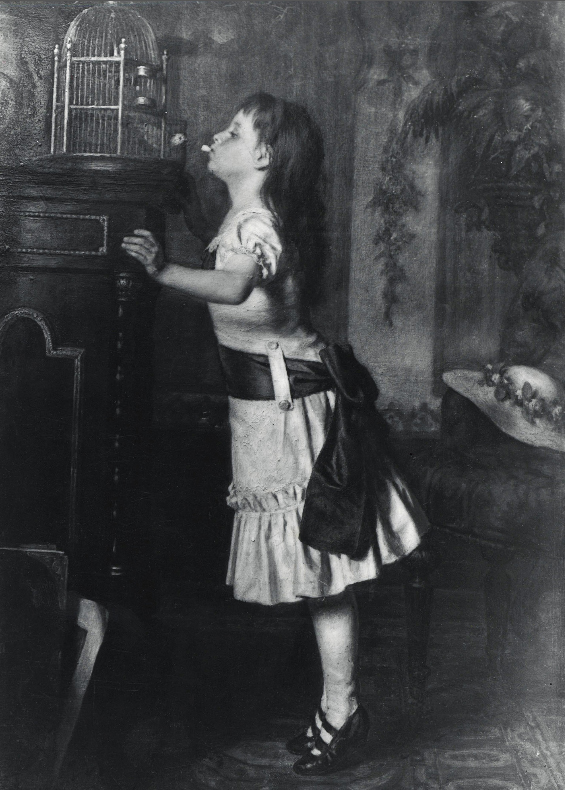
„Dziewczynka z kanarkiem”